# Man Jiang Hong
Man Jiang Hong (chinês: 满江红) é um filme histórico de suspense e comédia de 2023 dirigido por Zhang Yimou e estrelado por Shen Teng e Jackson Yee, ao lado de Zhang Yi, Lei Jiayin, Wang Jiayi e Yue Yunpeng. Foi lançado nos cinemas da China em 22 de janeiro de 2023, mesmo dia do Ano Novo Chinês. É também o segundo filme de maior bilheteria de 2023, atrás de The Super Mario Bros Movie.

## Sinopse
O filme narra um caso misterioso ambientado no início da dinastia Song do Sul. É ambientado quatro anos após a morte de Yue Fei (por volta de 1146). Um misterioso assassinato ocorre na residência de Qin Hui quando ele encontra delegados da rival Dinastia Jin. Um soldado e um comandante se envolvem em uma grande conspiração quando um dos enviados de Jin morre e uma carta confidencial é dada como desaparecida. Vigilantes justos são os responsáveis pelo incidente e querem matar um suposto traidor.

## Elenco
O seguinte elenco é apresentado:
- Shen Teng como Zhang Da (张大), um soldado recrutado sem patente
- Jackson Yee como Sun Jun (孙均), o vice-comandante do batalhão de guarda
- Zhang Yi como He Li (何立), o gerente geral do escritório do Grande Chanceler
- Lei Jiayin como Qin Hui , o grande chanceler
- Wang Jiayi (王佳怡) como Zither (Yao Qin 瑶琴), uma dançarina e o amor de Zhang Da
- Yue Yunpeng como Wu Yichun (武义淳), o vice-gerente geral do escritório do Grande Chanceler
- Pan Binlong (潘斌龙) como Ding Sanwang (丁三旺), um soldado Song que morre
- Yu Ailei (余皑磊) como Liu Xi (刘喜), um camponês da dinastia Song que é morto a facadas por ordem de He Li
- Guo Jingfei (郭京飞) como Wang Biao (王彪)
- Ou Hao como Zheng Wan (郑万), um soldado Song
- Wei Xiang (魏翔) como Hadeng (哈登), um enviado Jin que é morto
- Zhang Chi (张弛) como Chen Liang (陈亮), um soldado Song (guarda esquerdo)
- Huang Yan (黄炎) como Hu Yong (胡永), um soldado Song (guarda direito) que é condenado à morte (decapitação) como tributo à dinastia Jin
- Xu Jingya (许静雅) como Lan Yu (蓝玉)
- Jiang Pengyu (蒋鹏宇) como Lüzhu (绿珠), uma dançarina
- Lin Boyang (林博洋) como Liu Yan (柳燕), uma dançarina que morre
- Fei Fan (飞凡) como Qingmei (青梅), uma dançarina
- Ren Sinuo (任思诺) como Yao Yatou (姚丫头), filha de Liu Xi
- Chen Yongsheng (陈永胜) como soldado Song
- Zhang Yinan (张壹男) como Chen Xi (陈锡), secretário da dinastia Song

Alguns personagens (como He Li) são baseados no romance General Yue Fei, escrito por Qian Cai durante a dinastia Qing. Alguns personagens também compartilham nomes com pessoas históricas de outros períodos de tempo, como Lan Yu, um general que foi executado por Zhu Yuanzhang durante o início da dinastia Ming, e Lüzhu, um antigo cantor chinês.

## Produção

### Desenvolvimento
O título é de um dos poemas mais famosos da China, Man Jiang Hong, atribuído a Yue Fei. Yue Fei foi um general militar da Dinastia Song do Sul (1127-1279). Ele é um símbolo de patriotismo e lealdade ao seu país. No entanto, Yue Fei foi enquadrado e executado pelo imperador Song Zhao Gou junto com o primeiro-ministro Qin Hui. Embora o poema seja atribuído a Yue Fei, existem teorias de que Yue Fei não o escreveu. Alguns até dizem que o poema foi escrito em um período de tempo diferente (por exemplo, após a dinastia Song), citando o fato de que as montanhas Helan e Xiongnu são mencionadas.
O poema Man Jiang Hong é recitado durante o filme pelo dublê de Qin Hui na frente do exército Song.

### Filmagens
O filme anunciou oficialmente que as filmagens começaram em 26 de junho de 2022. As filmagens ocorreram em Taiyuan, Shanxi. As filmagens terminaram em agosto de 2022.

## Lançamento
O filme lançou o primeiro trailer em 27 de dezembro de 2022. No mesmo dia, também anunciou que o filme estava programado para ser lançado em 22 de janeiro de 2023. Em 29 de dezembro de 2022, o filme divulgou a lista de elenco completo. Em 5 de janeiro de 2023, divulgou os nomes dos personagens do elenco completo.

## Recepção

### Bilheteria
O filme teve uma bilheteria de 4,54 bilhões de yuans desde seu lançamento em 22 de janeiro de 2023 até 19 de março de 2023.
Em 18 de março de 2023, o filme era a sexta maior bilheteria da China de todos os tempos e a maior bilheteria do Ano Novo Chinês de 2023.

### Resposta crítica
No Rotten Tomatoes, o filme tem um índice de aprovação de 100% com base em 10 avaliações. Metacritic, que usa uma média ponderada, atribuiu ao filme uma pontuação de 75 em 100, com base em 7 críticos, indicando "críticas geralmente favoráveis".